# Carnitz

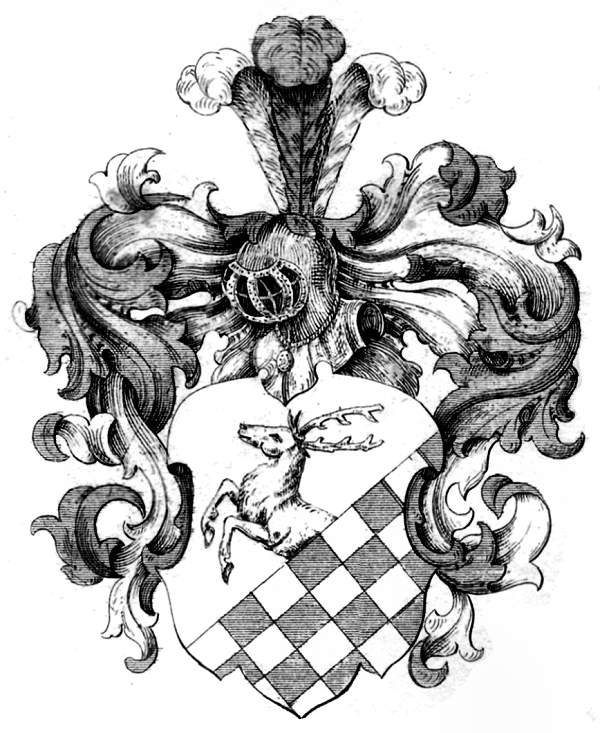
Wappen derer von Carnitz

Carnitz  ist der Name eines erloschenen pommerschen Adelsgeschlechts.

## Geschichte
Die Carnitz nannten sich nach ihrem gleichnamigen Stammhaus Carnitz im Kreis Greifenberg und wurden 1374 erstmals beim Erwerb zweier Höfe in Gützelfitz urkundlich genannt. Die durchgängige Stammreihe begann mit Matthias von Carnitz, der zu Beginn des 15. Jahrhunderts lebte. Ab dem 16. Jahrhundert konnten einzelne Angehörige einflussreiche Stellen im Staatsdienst besetzten. So war Caspar von Carnitz um 1560 fürstlich pommerscher Hauptmann zu Treptow, Erasmus Conrad von Carnitz (* 1658; † 1689) kurbrandenburgischer Oberhofmarschall und Schlosshauptmann sowie Joachim von Carnitz († 1718)  kurbrandenburgischer und königlich preußischer Geheimer Rat, Präsident des Fürstentums Cammin, Oberhauptmann und Oberkriegskommissar in Hinterpommern.
Der gesamte Güterbesitz des Geschlechts mit Carnitz, Neides, Nitznow, Mötzow, Gützelfitz und Groß Zapplin versammelte sich 1740 in der Hand von Adolf Carl von Carnitz († 1808), der 1761 zum Kammerherrn ernannt wurde. 1791 wurde er in den preußischen Grafenstand gehoben. Da er ohne Erben blieb, verkaufte er 1798 seine gesamten Güter an den Kammerherrn Siegmund Ludwig Joachim von Brockhausen. Er starb 1808.
Sein verbliebener Nachlass kam an Angehörige aus der schwarzen Linie derer von Haxthausen, welche sich ab 1811 Haxthausen-Carnitz nannten.
Die alten Carnitzschen Güter kamen 1840 an Ferdinand Ludwig Elbe (* 1791; † 1857), der darauf einen Fideikommiss stiftete. Seine Deszendenten, jeweils im Besitz der Güter, nannten sich fortan von Elbe-Carnitz.

## Wappen
Die Wappen derer von Carnitz gehören zur Wappengruppe Hirsch über Schach.
- Das Stammwappen ist schräglinks geteilt, oben in Silber ein springender natürlicher Hirsch, unten von Blau und Silber geschacht. Auf dem gekrönten Helm mit blau–silbernen Decken drei (silbern-blau-silbern) Straußenfedern.

- Das gräfliche Wappen (1791) ist geviert mit einem Herzschild (= Stammwappen). 1 und 4, von Silber und Blau gespalten mit zwei ins Andreaskreuz gelegte goldene Schlüssel; 2 und 3 geteilt, oben Rot, eine silberne Sichel, mit drei Grasbüscheln an der nach oben gewandten Krümmung besetzt, unten Gold, ein rotes halbes Kammrad. Auf dem mit einer Grafenkrone bedeckten Schilde drei gekrönte Helme mit blauen und silbernen Helmdecken; der mittlere die drei Straußfedern des Stammwappen zeigend; auf dem rechten Helm ein schwarzer goldgekrönter Adler, mit ausgeschlagener roter Zunge, goldenem Schnabel, goldenen Kleestängeln in den Flügeln und dem gekrönten goldenen Namenszug FR auf der Brust; auf dem linken Helm zwei Büffelhörner, das rechte von Blau und Silber, das linke von Silber und Blau quer geteilt. Als Schildhalter zwei rote rückwärts schauende Greife mit ausgeschlagener Zunge und herabhängendem Schweif.